# (7579) 1990 TN1
(7579) 1990 TN1 là một tiểu hành tinh nằm ở rìa trong của vành đai chính. Nó được phát hiện bởi Eleanor F. Helin ở Đài thiên văn Palomar ở Quận San Diego, California, ngày 14 tháng 10 năm 1990.